# NGC 4929
NGC 4929 este o galaxie eliptică situată în constelația Părul Berenicei. A fost descoperită în 20 aprilie 1865 de către Heinrich Louis d'Arrest. Se află la o distanță de 115,88 megaparseci de Pământ.